# Горња Кошана
Горња Кошана (словен. Gornja Košana, итал. Cossana di sopra) је насељено место у општини Пивка, Приморско-нотрањска регија, Словенија.

## Историја
До територијалне реорганизације у Словенији била је у саставу старе општине Постојна.

## Становништво
У попису становништва из 2011. године, Горња Кошана је имала 134 становника.
| Број становника према пописима | Број становника према пописима | Број становника према пописима |
| ------------------------------ | ------------------------------ | ------------------------------ |
| 1991                           | 2002                           | 2011                           |
| 169                            | 144                            | 134                            |

## Галерија
- део сеоске црквене куле
- железничка станица „Кошана“ између насеља Чепно и Горња Кошана